# Carabus scheidleri
Espèce
Synonymes
- Carabus (Morphocarabus) scheidleri
- Carabus (M.) scheidleri
- Carabus (Morphocarabus) scheidleri Panzer, 1799
- Carabus (Eucarabus) scheidleri Panzer, 1799

Carabus scheidleri est une espèce de coléoptères de la famille des Carabidae, de la sous-famille des Carabinae et du sous-genre des Morphocarabus. Elle est endémique d'Europe où on la trouve en Autriche, en République tchèque, en Allemagne, en Hongrie, au Liechtenstein, en Pologne, en Slovaquie et en Ukraine.

## Sous-espèces
- Carabus scheidleri helleri Ganglbauer, 1892 - République tchèque (Bohême, Moravie), Hongrie, Slovaquie
- Carabus scheidleri kollari Palliardi, 1825 -  Hongrie, Roumanie, Serbie
- Carabus scheidleri praecellens Palliardi, 1825 - Bosnie-Herzégovine, Croatie
- Carabus scheidleri ronayi Csiki, 1906 - Hongrie, Slovaquie
- Carabus scheidleri scheidleri Panzer, 1799 - Autriche, République tchèque (Bohême, Moravie), Allemagne, Hongrie, Pologne, Slovaquie
- Carabus scheidleri seriatissimus Reitter, 1896 - Roumanie, Ukraine
- Carabus scheidleri versicolor Frivaldsky, 1835 - Bulgarie, Serbie
- Carabus scheidleri zawadzkii Kraatz, 1854 - Pologne, Slovaquie, Ukraine

### Synonymes de sous-espèces
Synonymes de Carabus scheidleri helleri
- Carabus scheidleri scheidleri var. helleri Ganglbauer, 1892
- Eucarabus scheidleri helleri (Ganglbauer, 1892)
- Carabus scheidleri var. morawitzi Kraatz, 1887 nec Ganglbauer, 1887
- Carabus pseudopreyssleri Breuning, 1932
- Carabus repercussus Drapiez, 1819
- Carabus subparvulus Mandl, 1965

Synonymes de Carabus scheidleri kollari
- Carabus (Morphocarabus) kollari Palliardi, 1825
- Carabus kollari kollari Palliardi, 1825
- Carabus kollari Palliardi, 1825
- Carabus scheidleri semetricus Kraatz, 1878
- Carabus kollari semetricus Kraatz, 1878

Synonymes de Carabus scheidleri praecellens
- Carabus kollari praecellens Palliardi, 1825
- Carabus kollari curtulus Ganglbauer, 1891
- Carabus scheidleri curtulus Ganglbauer, 1892
- Carabus scheidleri illigeri Dejean, 1826 nec Panzer, 1806
- Carabus kollari illigeri Dejean, 1826

Synonymes de Carabus scheidleri scheidleri
- Carabus elegans Dalla Torre, 1877
- Carabus elegans A.Fleischer, 1925
- Eucarabus scheidleri scheidleri

Synonymes de Carabus scheidleri seriatissimus
- Carabus zawadzkii seriatissimus Reitter, 1896

Synonymes de Carabus scheidleri versicolor
- Carabus versicolor versicolor E. Frivaldszky, 1835
- Carabus versicolor E. Frivaldszky, 1835
- Carabus scheidleri simulator Kraatz, 1876
- Carabus versicolor simulator Kraatz, 1876
- Carabus (Morphocarabus) versicolor simulator Kraatz, 1876

Synonymes de Carabus scheidleri zawadzkii
- Carabus (Morphocarabus) zawadzkii Kraatz, 1854
- Carabus zawadzkii Kraatz, 1854
- Carabus zawadzkii zawadzkii Kraatz, 1854
- Eucarabus scheidleri zawadzkii
- Carabus zawadzkii dissimilis Csiki, 1906
- Carabus zawadzkii ronayi Csiki, 1906
- Carabus zawadski Kraatz, 1854
- Carabus zawadszkii Kraatz, 1854